# قلعه ستی پیر (اسدان)

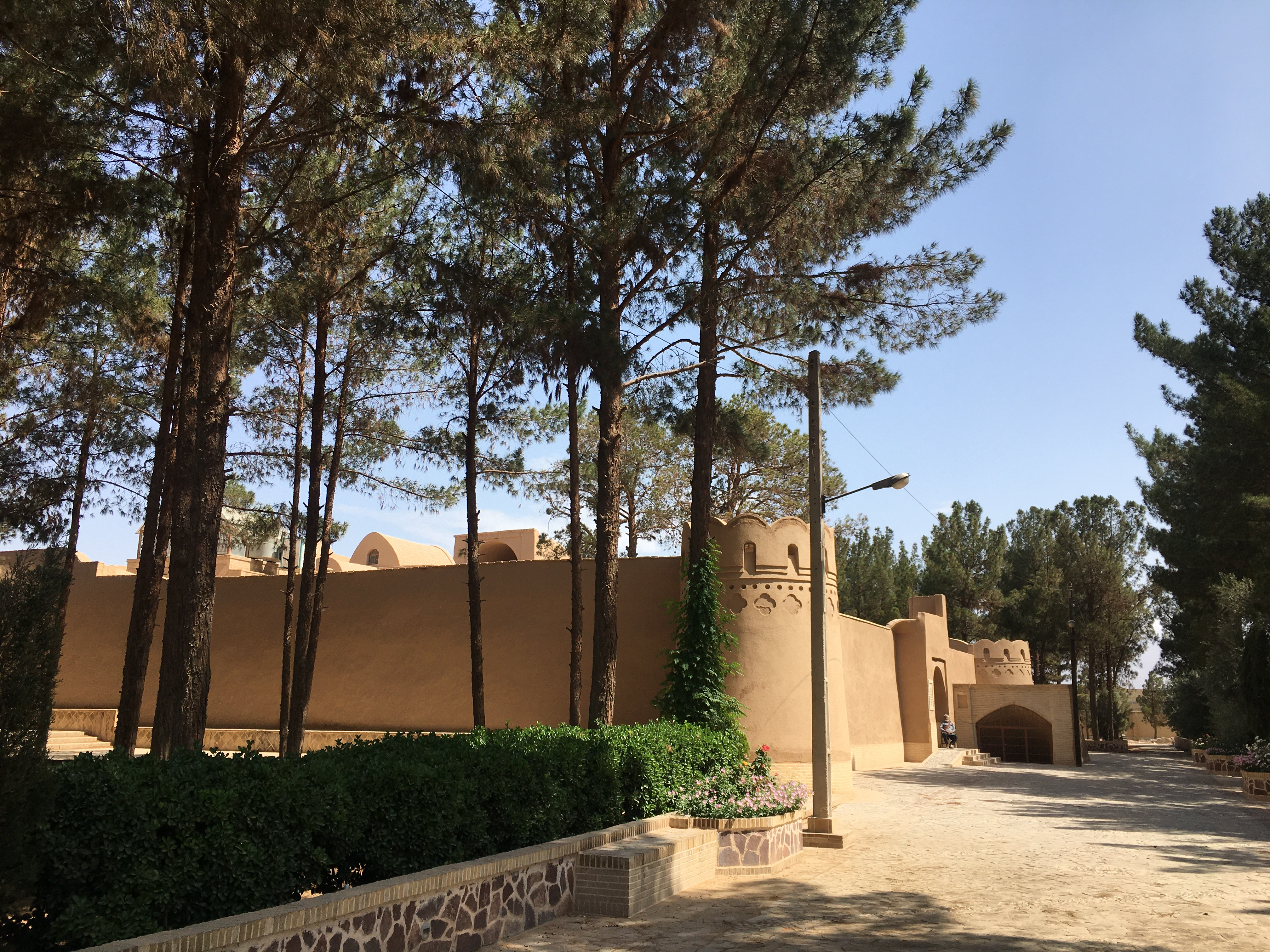

قلعه ستی پیر (اسدان) مربوط به دوره قاجار است و در مریم‌آباد یزد، بلواز دهه فجر واقع شده و این اثر در تاریخ ۲۵ اسفند ۱۳۷۹ با شمارهٔ ثبت ۳۳۵۷ به‌عنوان یکی از آثار ملی ایران به ثبت رسیده است.

### پیدایش ستی پیر
به گفته مسئول زیارتگاه در یکی از اتاق های این مکان چاهی وجود دارد که گفته می شود زن یزدگرد سوم (مادر شهربانو که به عقیده برخی از شیعیان یکی از زنان امام حسین و مادر امام سجاد بوده است) خود را درون این چاه پرت کرده که به دست اعراب مهاجم دستگیر نشود. بعدها در این محل به درخواست بزرگان زردشتی و کسب اجازه از روحانیان بزرگ شهر یزد بنایی برپا شد که یکی از زیارتگاه های مهم زرتشتیان می‌باشد.